# Miss Marple (série télévisée, 2004)
Cet article concerne la série télévisée de 2004. Pour la série télévisée de 1984, voir Miss Marple (série télévisée, 1984).
Pour les articles homonymes, voir Miss Marple.
Miss Marple (Agatha Christie's Marple) est une série télévisée britannique de 23 épisodes créée d'après l’œuvre d'Agatha Christie et diffusée entre le 12 décembre 2004 et le 29 décembre 2013 sur ITV.
De 2004 à 2009, le rôle de Miss Marple est tenu par Geraldine McEwan, qui avait alors la lourde tâche de succéder à Joan Hickson, très appréciée du public. L'actrice ayant décidé de prendre sa retraite, Julia McKenzie reprend le flambeau à partir de la quatrième saison.
Ces épisodes se distinguent par la qualité de la production et du casting. En effet, de nombreuses stars viennent faire leur apparition dans cette série à la reconstitution soigneuse.
Sur les 23 épisodes que compte la série, neuf sont adaptés de romans dans lesquels n'apparaît pas le personnage de Miss Marple mais d'autres enquêteurs.

## Synopsis
Dans le petit village de St. Mary Mead, une vieille dame, Miss Marple, utilise ses dons d’observation et de déduction pour résoudre des affaires de meurtres.

## Distribution
- Geraldine McEwan (VF : Lily Baron) : Miss Marple (2004-2007)
- Julia McKenzie (VF : Régine Blaëss) : Miss Marple (2009-2013)

### Invités notables
De nombreux acteurs britanniques connus ont participé à un épisode, permettant à cette série d'avoir des castings prestigieux. On peut citer :

## Production

### Développement de la série
La série est créée en 2004 et Geraldine McEwan est choisie pour interpréter le rôle de Miss Marple.
Le 23 janvier 2008, Geraldine McEwan annonce qu'elle prend sa retraite. Il reste alors à ITV les deux derniers épisodes de la saison 3 à diffuser. Elle est remplacée par Julia McKenzie à partir de la quatrième saison.
La série est arrêtée fin 2013 à la suite du rachat des droits d'adaptations d'Agatha Christie par la BBC. Néanmoins, les douze romans ont été adaptés, ainsi que quatre nouvelles.

### Fiche technique
- Titre original : Agatha Christie's Marple
- Titre alternatif : Agatha Christie's Miss Marple
- Titre français : Miss Marple
- Réalisation : Charlie Palmer, Andy Wilson, John Strickland, Tom Shankland, Nicolas Winding Refn, David Moore…
- Scénario : Stephen Churchett, Kevin Elyot, Stewart Harcourt…, d’après l’œuvre de Agatha Christie
- Direction artistique : Jeff Tessler, Rob Harris et Michael Pickwoad
- Décors : Miranda Cull, Pilar Foy, Grant Montgomery, Justin Warburton-Brown et Nic Pallace
- Costumes : Sheena Napier, Phoebe De Gaye, Frances Tempest, Andrea Galer et Kate Carin
- Photographie : Cinders Forshaw, Martin Fuhrer, Peter Greenhalgh…
- Montage : Matthew Tabern, Adam Recht, Kevin Lester, Elen Pierce Lewis…
- Musique : Dominik Scherrer
- Production : Matthew Read (saisons 1-2), Karen Thrussell (saisons 3-5), Peter McAleese (saison 6, 2 épisodes)
- Sociétés de production : WGBH Boston, Granada International, Chorion
- Société de distribution : ITV
- Format : couleur
- Pays d'origine :  Royaume-Uni
- Langue originale : anglais
- Genre : policier
- Durée : 89 - 95 minutes
- Dates de diffusion :
  - Royaume-Uni : 12 décembre 2004 sur ITV
  - France : [Quand ?]

## Épisodes

### Saison 1 (2005)
1. Un cadavre dans la bibliothèque (The Body in the Library), adapté du roman éponyme.
2. Meurtre au presbytère (The Murder at the Vicarage), adapté du roman L'Affaire Protheroe.
3. Le Train de 16h50 (4.50 from Paddington), adapté du roman éponyme.
4. Un meurtre sera commis le... (A Murder Is Announced), adapté du roman éponyme.

### Saison 2 (2006)
1. La Dernière Énigme (Sleeping Murder), adapté du roman éponyme.
2. La Plume empoisonnée (The Moving Finger), adapté du roman éponyme.
3. Mon petit doigt m'a dit (By the Pricking of My Thumbs), adapté du roman éponyme, dans lequel ne figure pas le personnage de Miss Marple.
4. Le Mystère de Sittaford (The Sittaford Mystery), adapté du roman Cinq heures vingt-cinq, dans lequel ne figure pas le personnage de Miss Marple.

### Saison 3 (2007)
1. À l'hôtel Bertram (At Bertram’s Hotel), adapté du roman éponyme.
2. Témoin indésirable (Ordeal by Innocence), adapté du roman éponyme, dans lequel ne figure pas le personnage de Miss Marple.
3. L'Heure zéro (Towards Zero), adapté du roman éponyme, dans lequel ne figure pas le personnage de Miss Marple.
4. Némésis (Nemesis), adapté du roman éponyme.

### Saison 4 (2009-2010)
1. Une poignée de seigle (A Pocket Full of Rye), adapté du roman éponyme.
2. Un meurtre est-il facile ? (Murder Is Easy), adapté du roman éponyme, dans lequel ne figure pas le personnage de Miss Marple.
3. Jeux de glaces (They Do It with Mirrors), adapté du roman éponyme.
4. Pourquoi pas Evans ? (Why Didn't They Ask Evans?), adapté du roman éponyme, dans lequel ne figure pas le personnage de Miss Marple.

### Saison 5 (2010-2011)
1. Le Cheval pâle (The Pale Horse), adapté du roman éponyme, dans lequel ne figure pas le personnage de Miss Marple.
2. Le Secret de Chimneys (The Secret of Chimneys), adapté du roman éponyme, dans lequel ne figure pas le personnage de Miss Marple.
3. Le Géranium bleu (The Blue Geranium), adapté de la nouvelle éponyme.
4. Le miroir se brisa (The Mirror Crack'd from Side to Side), adapté du roman éponyme.

### Saison 6 (2012-2013)
1. Le major parlait trop (A Caribbean Mystery), adapté du roman éponyme.
2. La Folie de Greenshaw (Greenshaw's Folly), adapté de la nouvelle éponyme.
3. La Nuit qui ne finit pas (Endless Night), adapté du roman éponyme, dans lequel ne figure pas le personnage de Miss Marple.